# Ngựa Hequ
Ngựa Hà Khúc là một giống ngựa có nguồn gốc từ cao nguyên Tây Tạng (gốc tích chúng phát xuất từ phía Tây Bắc). Dấu tích tổ tiên xa xưa của giống ngựa này được cho là phát tích từ thời triều đại nhà Đường. Giống ngựa Hà Khúc chịu ảnh hưởng di truyền từ các giống ngựa Tây Tạng, ngựa Đại Uyển (Ferghana) và ngựa Mông Cổ. Tên gọi của giống ngựa này chính thức từ năm 1954, người ta lấy tên tiếng Trung Quốc là Hà Khúc chỉ về vùng quê của giống ngựa này nằm ở sông Hoàng Hà, chính là vùng Hà Khúc. Giống ngựa này được chia thành ba dòng, trong đó nòi ngựa ở Cam Túc thuộc nhóm ngựa hạng năng. Chúng có sự thích nghi về sinh lý một cách đáng kể, sau áp lực lớn từ sự chọn lọc tự nhiên chính nhờ đó cho phép chúng sống trong môi trường thiếu oxy trên vùng cao nguyên Tây Tạng ở độ cao 4000 m.
Giống ngựa này có màu sắc đa dạng, màu lông trội là màu đen, màu tía và màu xám, chúng khá mắn đẻ với tỷ lệ sinh nở đến 70%. Ngựa Hà Khúc cho thấy tính linh hoạt đáng kinh ngạc, chúng còn được sử dụng các cuộc đua ở địa phương vùng Tây Tạng và phục vụ cho các nghi lễ tôn giáo. Hiện nay, chính quyền Trung Quốc đang tìm cách phát triển giống ngựa này theo hướng chăn nuôi lấy thịt. Giống này vẫn còn phổ biến nên hàng ngàn con ngựa Hà Khúc vẫn thường được tìm thấy ở các khu vực Maqu, Luqu và Xiahe. Ngựa Hà Khúc có tập tính rất linh hoạt, chúng có khả năng di chuyển vượt qua các khu vực miền núi và vùng đất ngập nước. Giống ngựa này được sử dụng chủ yếu cho việc kéo xe hạng nhẹ cân và chúng gắn bó với những người chăn cừu núi vùng Tây Tạng. Lực kéo của chúng khá tốt, với khả năng chông chịu kiên cường với nghịch cảnh, tuy nhiên chúng không nhanh lắm.